# Агнес (име)
Агнес је женско име, које се користи у скандинавским земљама, Холандији, Енглеској и Немачкој. Потиче из грчког језика и значи „чиста“, „света“. Исто значење има и на хебрејском. Према неким изворима име је потекло од латинске речи агнус (лат. agnus), што значи јагње.

## Историјат
Ово је било име светице која је живела у 4. веку која је страдала у прогонима римског цара Диоклецијана. Њен амблем је било јагње, те ово име на латинском има значење „јагње“. Након реформације, није било пожељно давати ово име јер се није појављивало у библији, те је његова употреба престала. Постаје веома популарно тек у викторијанско доба, посебно у 19. веку у Шкотској. У литератури се ово име први пут појавило у књизи Ане Бронте „Агнес Греј“ (енгл. Agnes Grey), 1847. године. Касније је усвојено као англиканизовани облик ирског имена Úna, јер су оба имена повезана са речју „јагње“.

## Имендани
Имендани се славе у више земаља и то увек 21. јануара: у Мађарској, Француској, Естонији, Немачкој и Шведској. У Мађарској се прослављају још и 28. јануар, 6. март, 8. јун и 16. новембар.

## Варијације имена
-, Аглент,
-,
-, имендани: 21. јануар, 28. јануар, 6. март.
-,
-,
-,
-,
-,
-,
-,
-,
-,
-,
-,
-.

## Познате личности
-, Света Агнија Римска,
-,
-, Мајка Тереза,
-, регент Светог римског царства,
-,
-, жена бившег канадског премијера,
-, канадски политичар,
-, пољски музичар,
-, филмски режисер,
-, бивши стонотениски светски првак,
-, мађарски рукометни светски првак и тренер,
-, мађарски писац,
-, мађарска олимпијка (пливање),
-, филозоф,
-, пољски филмски режисер.

## Популарност
Ово име је било веома популарно у Енглеској у средњем веку. У САД је ово име било међу првих 600 у периоду од 1900, па скоро до 1960. У Канади је од 1998. до 2007. било међу првих 60, а и у Шведкој од 1998. до 2008. У Норвешкој је од 1996. до 2008. готово увек било међу првих двеста, на Исланду је 1991, 1996. и у периоду од 2001. до 2007. увек било међу првих 70, а у Мађарској је од 2004. до 2007. увек било међу првих сто.

## Занимљивост
Чак седам светаца носи ово име, а такође је и један ураган добио ово име. У Орегону постоји насељено место са називом Агнес (Agness).

## Сродна имена
Сродна имена су Агнија, Агнеса и Агнеш (мађ. Ágnes).